# Padstow Rural
Padstow Rural var en civil parish från 1894 till 1934 då den blev en del av Padstow Urban, i grevskapet Cornwall, i England. Civil parish var belägen 8 km från Wadebridge och hade 546 invånare år 1931.